# Vertigo parcedentata
Vertigo parcedentata is een op het land levende kleine longslak uit de familie van de Vertiginidae.

## Naam
De soortnaam werd in 1847 gepubliceerd door Alexander Karl Heinrich Braun als Pupa parcedentata. Door andere inzichten in de taxonomie is de soort later in het geslacht Vertigo geplaatst. Als gevolg van deze naamswijziging worden auteursnaam en datum nu tussen haakjes gezet. De naam parcedentata heeft betrekking op het aantal tanden in de mondopening ('met weinig tanden').

## Beschrijving

### De schelp
De schelp is rechtsgewonden, is langgerekt eivormig en heeft ongeveer 5 matig convexe en regelmatig in grootte toenemende windingen. 
 De mondopening is scheef ovaal. De mondrand is discontinu, verdikt en bijna niet naar buiten omgeslagen. De palatale zijde is niet of nauwelijks ingedeukt. Nekrichel en nekgroef ontbreken. In de mondopening bevinden zich maximaal 4 tanden: 1 columellaire tand, 1 pariëtale tand en 2 palatale tanden. Een basale tand ontbreekt. Vaak zijn er minder tanden of ontbreken ze geheel. Er is een nauwe, spleetvormige navel. De schelp is bijna glad en heeft een sculptuur van fijne radiale zwak ontwikkelde radiale striae.
NB.: Door de verwarring met Vertigo genesii (zie opmerking hieronder) zijn beschrijvingen van Vertigo parcedentata in de literatuur niet altijd in overeenstemming met de eigenschappen van deze soort.
Afmetingen van de schelp
- breedte: tot 1,2 mm.
- hoogte: tot 2,2 mm.

### Habitat
Vertigo parcedentata treedt in fossiele associaties op die wijzen op koude en droge omstandigheden en die als toendra- en löss-steppe biomen worden aangeduid.

### Fossiel voorkomen
De soort is bekend uit afzettingen daterend uit glacialen tijdens het Laat- en Midden Pleistoceen. Door de verwarring met Vertigo genesii (zie opmerking hieronder) is de fossiele verspreiding van Vertigo parcedentata slecht bekend maar in ieder geval is zij veel minder algemeen dan uit de literatuur blijkt. De soort is niet in Nederland en België gevonden.

### Opmerkingen over de taxonomie
Schelpen van Vertigo parcedentata lijken op bepaalde vormen van Vertigo alpestris en Vertigo genesii. De laatste wordt in veel literatuur over fossiele mollusken verkeerd gedetermineerd als Vertigo parcedentata. Door deze vergissing, die in Nederland zeker teruggaat tot Van Baren (1927) maar al van eerder dateert, lijkt Vertigo parcedentata als fossiel in West-Europa algemeen voor te komen. Dat is echter niet het geval en literatuur moet dan ook altijd kritisch beschouwd worden. Goede afbeeldingen van beide soorten en eveneens van Vertigo alpestris worden gegeven door Ložek.